# Ici Bla-Bla
Cet article possède un paronyme, voir Bla Bla.
Ici Bla-Bla était une émission de télévision belge pour la jeunesse de la RTBF diffusée sur La Deux et sur RTBF Sat créée par le réalisateur Bernard Halut, elle était diffusée entre septembre 1994 et juin 2010. Elle a été remplacée dès le 25 septembre 2010 par le créneau Ouf tivi sur La Trois.

## Historique
Cette émission fait suite à une période sans réelle émission pour enfant depuis le début des années 1990. L'émission Nouba Nouba, qui a connu plusieurs formules, avait remplacé en 1984, l'émission jeunesse Lollipop, conjointement présentée par la marionnette Malvira et le dessinateur et humoriste Philippe Geluck, aidés ensuite par le chanteur Philippe Lafontaine.
Bla-Bla est le nom de la marionnette qui vit dans la blamatique, sorte d'ordinateur servant de borne publique d'information. Bla-Bla répond en interrogeant son ordinateur via son clavier à toutes les demandes parfois folles des différents personnages qui viennent lui demander de l'aide.

## Déroulement d'une émission
Le déroulement des émissions a très peu changé en 15 ans de diffusion. Bla-bla démarre systématiquement par une phrase type : « Salut les lardons, aujourd'hui n'est vraiment pas une journée ordinaire ! » avant d'exposer le pourquoi. Bien souvent, il est amené à aider des personnages ou à se sortir lui-même de situations dans lesquelles l'ont mis ses amis (Clic, Raton, Mamy Nelly, etc.) ou ses ennemis (Wilbur Disquedur, la Sorcière, etc.). Il utilise pour cela son « programme aléatoire », sorte de monde parallèle irréel où tout peut se produire selon ce que programme Bla-bla. Toutes les semaines, des personnages à but éducatif viennent jouer les intermèdes. Louis Toutpetit présente des livres pour enfants, Cartàpuce présente des jeux vidéo, tandis que Mr Virgule apprend de nouveaux mots à Bla-bla.
Toutes les émissions sont entrecoupées de trois « Blamatoscopes ». Il s'agit de trois épisodes de trois séries de dessins-animés ou de séries pour adolescents qui se suivent de jours en jours. Ces dessins-animés sont en général d'origines européennes, coproduits par la RTBF, ce qui explique l'absence de dessins-animés américains (du moins dans les débuts de l'émission) ou d'animes. Les trois « Blamatoscopes » s'adressent évolutivement à un public de plus en plus âgé. Le premier étant pour les plus petits, le dernier plus ciblé pour les ados.  L'intrigue étant souvent plus complexe pour ce dernier, et durait de 20 à 25 minutes, contre environ 10 minutes pour les deux épisodes diffusés au début de l'émission.

## En radio
Bla Bla apparaissait à la TV, mais aussi à la radio ! Peu après le lancement de VivaCité, il y a animé une émission jeunesse Viva Bla-bla le dimanche de 8 h 10 à 8 h 30. Il a ensuite présenté l'agenda des spectacles et les sujets de Ici Bla Bla durant le week-end à la fin de l'émission VivaWeek-end de Steve Delaunoy, avant de quitter VivaCité en mars 2009 après 4 ans sur les ondes.

## Musiques
En octobre 1999 sort le premier album de musiques signées Bla-bla. celui-ci s'intitule "Bla-bla – La Blablaboum" et possède 19 titres dont 3 en version karaoké (portant le nombre de titres a 22). Le 17 octobre 2000 sort son deuxième album: "Bla-bla – Je veux être un l@rdon". Celui-ci est construit comme une aventure musicale de 17 titres entrecoupés par de coutres histoires. Le troisième album sort en 2002 sous le nom: "Bla Bla – Les zozos" et comporte 23 titres dont 2 en version karaoké mais aussi une vidéo bonus "je zappe". Pour fêter les 10 ans de Ici Bla-Bla, la RTBF sort une compil des 3 précédents disque sous le nom de "Bla Bla – 10 ans de Bla Bla (la compil)" en y ajoutant 3 morceaux inédits et un court dessin animé bonus sur le thème du troisième album.

## Personnages
Les différents personnages humains de l'univers de Bla-Bla sont pour la plupart interprétés par les membres de la Ligue d'Improvisation Belge, L.I.B.
- Bla-bla (Benoît de Leu (tête et voix) et Françoise Wibert (mains)) : un personnage virtuel chauve au crâne en plat, qui d'après son comportement serait plutôt un enfant.
- Wilbur Disquedur (Éric De Staercke) : inventeur de Bla-bla, son « père » comme il dit. Il n'aime pas sa création et veut sans cesse utiliser Bla-bla à des fins douteuses. Il est totalement accro aux sucettes et aux bonbons.
- La Carte Mère : censée être la mère de Bla-bla, elle n'est représentée que par une grosse ampoule rouge qui clignote pour annoncer la fin de l'émission. Elle ne dit rien d'autre que « Bla-bla, les enfants sont fatigués, il est temps de fermer ta Blamatique ».
- Clic la Souris (Carole Karemera, Maud Lefèvre, Véronique Decroes) : une souris qui s'est introduite dans la Blamatique, et qui est devenue sa meilleure amie.
- Raton (Hugues Hausman) : fiancé de Clic, c'est un rat en blouson un peu idiot qui se met toujours dans des situations délicates.
- Mamy Nelly (Marie-Paule Kumps) : la mère de Wilbur et par définition la grand-mère de Bla-bla, qu'elle chérit comme son unique petit-fils. Elle est fan de Luis Mariano.

- Louis Toupti (Jean-Louis Sbille): un lutin vert miniature qui vient tous les vendredis faire découvrir des livres pour enfants en les lisant totalement ou partiellement.
- Monsieur Virgule (Bruno Coppens) : sorte de génie de la grammaire, il est toujours vêtu de rouge et blanc. Il ne parle qu'avec des rimes soutenues.
- Mademoiselle Point (Sandrine Hooge) : une demoiselle habillée en forme de point qui bégaie et dont Mr Virgule tombe amoureux.

- Cartàpuce (Bruno Georis) : petit personnage d'image de synthèse ressemblant à un insecte électronique, il vient présenter régulièrement plusieurs jeux informatiques pour les enfants.
- Texto (Philippe Allard) : un téléphone cellulaire qui remplace Cartàpuce.

- La Sorcière (Viviane Collet) : elle vit sous la Blamatique et est l'une des méchants les plus emblématiques de l'émission.
- Ortie (Déborah Rouach) : l'apprentie sorcière, filleule de la sorcière mais plus sympathique que cette dernière.

- Professeur Martino (Bernard Cogniaux) : l'instituteur sévère de Bla-bla.
- Nicole Lacolle (Valérie Coton) : l'institutrice de Bla-bla, Clic et Raton.

- Robert la Menotte (Bruno Georis) : l'agent du quartier dans lequel se trouve la Blamatique.
- Constant (Julien Collard) : le facteur du quartier.
- My Queen (Gudule) : la reine d'Angleterre.

## Dictionnaire Bla-Bla
- Lardon : désignent les jeunes enfants qui regardent l'émission. Bla-Bla commence toujours l'émission en disant Salut les lardons, aujourd'hui n'est pas une journée ordinaire.
- Croûtons : les parents des lardons.
- Blamatoscope : genre de magnétoscope de la Blamatique qui contient les dessins animés que Bla-Bla offre généreusement à ses lardons.
- Blamatique : ordinateur dans lequel vit Bla-Bla et servant de borne d'information.
- Cache-cache Pub : petite chanson qui terminait systématiquement chaque émission. Les paroles sont résolument contre la publicité et incite les enfants à ne pas la regarder : « Je bouche mes yeux, je cache mes oreilles et je regarde pas. La pub… Berk ! » Cette phrase même aura des conséquences sur la fin de l'émission. La RTBF s’est trouvée en porte-à-faux face à la directive belge de ne plus mettre de publicité à 17 h quand l'émission passait. L'émission fut arrêtée en 2009, époque où l'on ne pouvait plus dire que « la publicité est mauvaise ». L'émission fut alors remplacée par « Plus belle la vie ».

## Liste non exhaustive des dessins animés et séries diffusées
- 64, rue du Zoo

A
- Ace Lightning
- Alana ou le futur imparfait
- Albert le cinquième mousquetaire
- Angela Anaconda
- Archibald le koala
- Au-delà du miroir
- Les Aventures de Petit Ours brun
- Les aventures de Shirley Holmes
- Les Aventures de Tintin
- Les aventures de Zepi et Zinia
- Les Aventures d'une mouche
- Les Animaux du Bois de Quat'sous

B
- Les Babalous
- Baby Folies
- Bestiaire
- Les Bizardos
- Blaise le blasé
- le Bonheur de la vie
- Bumba
- The Borrowers
- The return of the Borrowers

C
- Caillou
- Capelito le champignon magique
- Carl au carré
- Carland Cross
- Cédric
- Chaotic
- Le Chat de Frankenstein
- Le Club des Cinq
- Cococinel
- Code Lyoko
- Crypte Show
- Les Contes de la rue Broca
- Les Contes de Pierre Lapin et ses amis
- Les Contes du chat perché
- Corneil et Bernie
- Crash Zone
- Creepie
- La cuisine est un jeu d'enfants

D
- Delta State
- Di-Gata les défenseurs
- Docteur Dog
- Dragon Booster

E
- Les Enquêtes de Prudence Petitpas
- Ernest l'intrépide

F
- Foot 2 rue
- Franklin
- Funky Cops

G
- Galactik Football
- Gargantua
- Le Génie et la Chipie
- Gloria, Wilma et moi
- Glurp Attack
- Les Gnoufs
- Gowap
- Grand-mère est une sorcière
- Les Gros Chevaliers

H
- Hi Hi Puffy AmiYumi
- L'Histoire sans fin
- Les Histoires du père Castor
- Hôpital Hilltop
- Hopla
- Horace et Tina
- Hypernautes

I
- Il était une fois... la Vie
- Il était une fois... les Explorateurs
- Il était une fois... les Découvreurs
- Il était une fois... notre Terre
- L'Île de Noé
- L'Île aux naufragés
- Inami
- Insektors
- Inspecteur Mouse
- Ivanhoé, chevalier du roi
- Iznogoud

J
- Jasper le Pingouin
- Les Jules, chienne de vie...

K
- Kid Paddle
- Kitou Scrogneugneu

L
- Lavender Castle
- Loups, Sorcières et Géants

M
- Mamemo
- Marcelino
- Marsupilami
- Martin Matin
- Les Mille et Une Prouesses de Pépin Troispommes
- Minuscule : La Vie privée des insectes
- Mission pirates
- Mission top secret
- Momie au pair
- Mona le vampire
- Le Monde irrésistible de Richard Scarry
- Le Monde secret du Père Noël
- Monsieur Bonhomme
- Monstres en série
- Moonkys
- Les Multoches

N
- Nelly et César
- Les Nouvelles Aventures de Lucky Luke

O
- Océane
- L'Odyssée fantastique ou imaginaire
- Olivier l'aventurier
- Omer et le fils de l'étoile
- Oui-Oui

P
- Pablo le Petit Renard Rouge
- Papyrus
- Patates et Dragons
- Petit Ours
- Petit Vampire
- Les Petits Fantômes
- Pingu
- Pitt et Kantrop
- Pivoine et Pissenlit
- Postman Pat
- Potlach
- La Princesse du Nil

Q
- Quat' Zieux

R
- Rahan
- Ralph la racaille
- Rantanplan
- Redwall
- Ric
- Robinson Sucroë
- Rolie Polie Olie
- Rougemuraille
- Rupert

S
- The Secret Show
- Simsala Grimm
- Skyland
- Spirou
- Spirou et Fantasio
- SOS Polluards
- Sorcière Camomille
- Les souhaits de William Wellingstons
- Souris des villes, souris des champs (Alexandre et Emilie)

T
- Talis, le chevalier du temps
- T'choupi et Doudou
- Teddy & Annie
- Titeuf
- Tom le dinosaure
- Tom-Tom et Nana
- Les Trois Petites Sœurs

V
- La vie secrète des jouets
- Les Voyages Extraordinaires de Jules Verne

W
- Woof !

X
- Xcalibur

Y
- Yakari

Z
- Zap Collège
- Zoé Kézako
- Les Zoiseaux